# Pilots
"Pilots" är en låt av den brittiska electronicaduon Goldfrapp, utgiven som den femte och sista singeln från gruppens debutalbum Felt Mountain från år 2000. Singeln släpptes under namnet "Pilots (On a Star)" ihop med den redan utgivna låten "Lovely Head" den 5 november 2001 och uppnådde plats 68 på den brittiska singellistan. Denna något kortare version än den på albumet har mixats av Jim Abbiss.
"Pilots" är en lågmäld elektronisk låt i drömpop-genren. Den är inspirerad av John Barrys James Bond-musik och beskriver resenärer flytande i atmosfären ovanför Jorden.

## Musikvideo
Videon till låten regisserades av James Griffiths med fotografier av Simon Chaudoir. Den sändes på TV första gången den 1 oktober 2001.

## Låtlistor och format
CD-singel #1
1. "Pilots (On a Star)" – 3:55
2. "Lovely Head" (albumversion) – 3:46
3. "Horse Tears" (Live at the Ancienne Belgique) – 5:37

CD-singel #2
1. "Pilots (On a Star)" – 3:55
2. "Lovely Head" (Staré Město mix) – 3:44
3. "Utopia" (Tom Middleton Cosmos Acid dub) – 7:19
4. "Pilots (On a Star)" musikvideo

Fransk CD-singel
1. "Pilots (On a Star)" – 3:55
2. "Utopia (Genetically Enriched)" – 3:49
3. "U.K. Girls (Physical)" – 4:48

## Listplaceringar
| Lista (2001)           | Högsta position |
| ---------------------- | --------------- |
| Brittiska singellistan | 68              |